# Koninklijke NLingenieurs
Koninklijke NLingenieurs (voorheen ONRI) is een branchevereniging van Nederlandse adviesbureaus en ingenieursbureaus.
De branchevereniging werd op 4 januari 1917 opgericht als Orde van Nederlandsche Raadgevende Ingenieurs (ONRI), met als doel de onafhankelijkheid van hun advies te garanderen en hun belangen als adviseurs te kunnen behartigen. Sinds 2009 is ONRI verdergegaan onder de naam NLingenieurs. Bij het honderdjarig bestaan werd het predicaat Koninklijk verkregen en de naam veranderd in Koninklijke NLingenieurs.

## Governance
De vereniging kent verschillende bestuurlijke organen. 
Het bestuur bestaat uit ten minste 7 personen en geeft leiding aan het verenigingsbureau. Sinds 2018 is Carla Moonen de bestuursvoorzitter van Koninklijke NLingenieurs. De overige leden van het bestuur zijn allen werkzaam bij een lidbureau.
Het verenigingsbureau is verantwoordelijk voor de dagelijkse activiteiten van de vereniging en staat onder leiding van de directeur. In 2022 nam Willemien Bosch deze rol over van Jacolien Eijer. Het bureau heeft een omvang van rond de 5 personen.
Sinds 2023 houdt de Raad van Toezicht toezicht op het beleid en bestuur en de algemene gang van zaken van de vereniging. Ernst van Toorenburg is sinds de oprichting voorzitter van de Raad van Toezicht.

## Leden
Eind 2024 waren iets meer dan 80 bureaus in Nederland lid. Tezamen hebben zij ongeveer 14.000 werknemers in Nederland.
De leden van Koninklijke NLingenieurs zijn private bedrijven die ingenieursdiensten leveren, opereren op basis van vrije concurrentie en voldoen aan de kwaliteitseisen van de vereniging (o.a. op het gebied van kwaliteitsmanagement en maatschappelijk verantwoord ondernemen). De leden van Koninklijke NLingenieurs variëren van kleine, specialistische bureaus tot wereldwijd opererende ondernemingen.
Enkele grote ingenieursbureaus die aangesloten zijn bij Koninklijke NLingenieurs zijn: ARCADIS, Witteveen+Bos, Movares, Royal HaskoningDHV, Sweco Nederland, Tauw en Antea Group.

## Activiteiten
Koninklijke NLingenieurs houdt zich onder andere bezig met overleg met wet- en opdrachtgevers, meningsuiting, informatieverstrekking over de branche, het ontwikkelen van leveringsvoorwaarden, bijdragen aan kennisontwikkeling en kennisuitwisseling en bemiddeling bij klachten.
Koninklijke NLingenieurs heeft 10 statutaire doelen, te weten:
1. het behartigen van zowel algemene als specifieke economische belangen van de leden;
2. het bevorderen van het kennispotentieel, de professionaliteit, de integriteit en de innovatiekracht van de leden;
3. het bevorderen van de toegang tot relevante markten en eerlijke concurrentie;
4. het bevorderen van de aandacht voor veiligheid, duurzaamheid, doelmatigheid en comfort van de gebouwde en natuurlijke omgeving;
5. het bevorderen van een goed ondernemersklimaat voor de leden;
6. het bevorderen van een positieve beeldvorming van de sector waarin de leden werkzaam zijn;
7. géén of meerdere onafhankelijke registers te erkennen of te (doen) verzorgen waarin een ieder die voldoet aan de daarvoor gestelde eisen op aanvraag wordt ingeschreven;
8. de promotie van de leden en de diensten van de leden naar opdrachtgevers en anderen;
9. het ontwikkelen en onderhouden van de vereniging als keurmerk (branding);
10. de leden te (laten) ondersteunen met ledenservices.

De vereniging werkt daarvoor veel samen met andere (belangen)organisaties in de bouwketen, kennisinstellingen, beleidsmakers en opdrachtgevers. Samen met de BNA is NLingenieurs eigenaar en opsteller van De Nieuwe Regeling 2011 (DNR 2011), de gezamenlijke inkoopvoorwaarden voor ingenieurs en architecten.
Samen met De Ingenieur organiseert NLingenieurs jaarlijks De Vernufteling, de verkiezing voor meest innovatieve ingenieursproject. Innovatieve ingenieursbureaus kunnen projecten insturen voor deze prijs. De Vernufteling kent een juryprijs en een publieksprijs. De editie van 2024 werd gewonnen door Haskoning voor hun project ‘Aurea’. De publieksprijs ging naar Sweco (en partners) voor hun werk aan de kadevernieuwing van de Amsterdamse grachten. 
Koninklijke NLingenieurs is aangesloten bij EFCA (European Federation of Engineering Consultancy Associations), de Europese koepelvereniging van brancheverenigingen van ingenieurs en FIDIC (Fédération Internationale Des Ingénieurs-Conseils), de internationale vereniging van adviserende ingenieurs.

## JongNLingenieurs
Voor ingenieurs en adviseurs in de leeftijd van 20 tot en met 35 jaar is het speciale netwerk van JongNLingenieurs opgericht. Dit netwerk heeft een eigen bestuur en onderneemt haar eigen activiteiten. Sinds 2024 is Guus Cals voorzitter van het bestuur van JongNLingenieurs.
JongNLingenieurs organiseert jaarlijks de Doe&Durf competitie, een competitie waarmee jonge ingenieurs worden uitgedaagd om creatieve en innovatieve oplossingen te ontwikkelen voor maatschappelijke uitdagingen. Zij hebben ook een manifest gepubliceerd voor een duurzamere leefomgeving en organiseren collegetours en bustours.